# Bodezehore
Bodezehore är en bergstopp i Schweiz. Den ligger i distriktet Frutigen-Niedersimmental och kantonen Bern, i den centrala delen av landet, 50 km söder om huvudstaden Bern. Toppen på Bodezehore är 2 353 meter över havet.